# Center (football americano)

Posizione del centro nella formazione offensiva

Il center – tradotto abitualmente e letteralmente in lingua italiana come centro – è uno dei quattro differenti ruoli che costituiscono la linea d'attacco di una squadra di football americano.
È segnato con la lettera C sugli schemi e, in via breve, nei testi che trattano di tattica e negli annuari.

## Posizione
Sta al centro della linea di scrimmage e della linea d'attacco, e come compagno di squadra a contatto di gomito ha, sia a sinistra che a destra, una guard – in lingua italiana: guardia. Il suo avversario diretto, che prende posizione di fronte al centro nelle difese con 3 (3 – 4) oppure 5 (5 – 2) uomini di linea, è il nose guard (NG).

## Compito
Questo giocatore ha un doppio compito : iniziare l'azione consegnando la palla tra le gambe (il cosiddetto snap) al giocatore che sta dietro di lui, il quarterback, alla chiamata di quest'ultimo, e bloccare un difensore per aprire un varco per la corsa del runningback oppure per fare la cosiddetta tasca cioè proteggere il quarterback per il tempo necessario a selezionare un ricevitore e lanciargli la palla.
Il centro può consegnare la palla al QB con un passamano, oppure, nella formazione detta shotgun in cui il regista si posiziona circa 5 iarde dietro la linea d'attacco, lanciandogliela.

### Long snapper
Nelle situazioni speciali, in cui la squadra in attacco esegue un calcio, il centro passa la palla con un lancio teso al compagno che la deve ricevere, posizionato circa 10 iarde alle spalle della linea. Si tratta dell'holder (H) che sistema la palla per il calcio del kicker (K) nei calci da 3 punti e nei calci di trasformazione da 1 punto, oppure del punter (P) che esegue un calcio di allontanamento al termine di una serie infruttuosa di azioni dell'attacco.
Tale abilità di passaggio caratterizza una specializzazione del centro, che durante queste azioni viene chiamato long snapper (LS) oppure con il termine equivalente deep snapper (DS). Lo snap è buono se la palla viene consegnata rapidamente e con accuratezza al destinatario, mentre un "brutto snap" è uno snap che causa il ritardo del calcio oppure la perdita della palla.
I ruoli di centro e long snapper possono essere ricoperti dallo stesso giocatore, oppure da due diversi giocatori nel caso in cui il centro titolare non abbia abbastanza forza ed accuratezza per servire il compagno più arretrato.